# Малая Белева
Малая Белева (в речи жителей и на дорожном указателе Малое Белёво) — деревня в Глебовском сельском округе  Глебовского сельского поселения Рыбинского района Ярославской области.
Деревня расположена на автомобильной дороге Рыбинск—Глебово, которая и является её единственной улицей. Это самая восточная, ближайшая к Рыбинску деревня сельского поселения. Следующая в сторону Рыбинска деревня Глушицы, относится уже к Судоверфскому сельскому поселению. Ближайшая деревня в сторону Глебово — Карелино. Деревня Большая Белева лежит на небольшом расстоянии к северо-западу. К юго-западу от Белева, в стороне от дороги — деревня Ефремцево .
Деревня M. Белева указана на плане Генерального межевания Рыбинского уезда 1792 года.
На 1 января 2007 года в деревне числилось 16 постоянных жителей . Почтовое отделение, расположенное в посёлке Тихменево, обслуживает в деревне 11 домов, названий улиц нет .